# Gambiamangoeste
De gambiamangoeste (Mungos gambianus) is een roofdier uit de familie van mangoesten (Herpestidae).

## Kenmerken
Ze worden ongeveer 30 tot 45 cm lang met een staart van 9 tot 23 cm en ze hebben een schouderhoogte van 8 cm. Ze wegen ongeveer 1 tot 2 kg. Ze zijn bruin-grijs van kleur.

## Voortplanting
Na een draagtijd van 2 maanden worden er 2 tot 4 jongen geboren. Ze leven tot ongeveer 8 jaar in het wild en in gevangenschap tot ongeveer 12 jaar.

## Verspreiding
Deze soort komt voor op de savannes in het westen van Afrika, van Gambia tot Nigeria.